# Gmina Milejów
Die Gmina Milejów ist eine Landgemeinde im Powiat Łęczyński der Woiwodschaft Lublin in Polen. Ihr Sitz ist das gleichnamige Dorf mit mehr als 2600 Einwohnern.

## Gliederung
Zur Landgemeinde Milejów gehören folgende 24 Ortschaften mit einem Schulzenamt:
Antoniów
Antoniów-Kolonia
Białka
Białka-Kolonia
Cyganka
Dąbrowa
Górne
Jaszczów
Jaszczów-Kolonia
Kajetanówka
Klarów
Łańcuchów
Łysołaje
Łysołaje-Kolonia
Maryniów
Milejów
Milejów-Osada
Ostrówek-Kolonia
Popławy
Starościce
Wólka Bielecka
Wólka Łańcuchowska
Zalesie
Zgniła Struga